# Lockport (nagyváros, New York)
Lockport település az Amerikai Egyesült Államok New York államában, Niagara megyében, melynek megyeszékhelye is. Lakosainak száma 20 876 fő (2020. április 1.).

## Népesség
A település népességének változása:

| 2010 | 21 165 |
| 2020 | 20 876 |